# مزرعه رجب زارعی
مزرعه رجب زارعی یک منطقهٔ مسکونی در ایران است که در دهستان گل‌برنجی واقع شده‌است.